# Хероји радничке класе
Хероји радничке класе је српски филм из 2022. године. Режирао га је Милош Пушић по сценарију Душана Спасојевића и Ивана Кнежевића.
Светска премијера филма била је  15. фебруара 2022. на 72. међународном филмском фестивалу у Берлину, док је премијера филма у Србији била 4. марта 2022. године на 50. ФЕСТ-у.

## Радња
Лидија ради за контроверзног грађевинског инвеститора.
Задатак јој је да контролише групу грађевинских радника на новоотвореном градилишту. Радници су незадовољни својим положајем и покушавају да се изборе за своја права.
Ситуација се компликује а борба за радничка права постаје борба за живот и смрт.
Лидија мора да се определи на чијој је страни.

## Улоге
| Глумац             | Улога |
| ------------------ | ----- |
| Јасна Ђуричић      |       |
| Борис Исаковић     |       |
| Предраг Момчиловић |       |
| Стефан Бероња      |       |
| Александар Ђурица  |       |
| Бојана Милановић   |       |
| Ервин Хаџимуртезић |       |
| Филип Ђурић        |       |
| Михајло Плескоњић  |       |

## Награде и фестивали
- Гран при, Међународни филмски фестивал „Огледало” у Иванову, Русија[1]